# Natural American Spirit
| Natural American Spirit Blue                                                                         | Natural American Spirit Blue |
| --- | ---------------------------- |
| Teer:                                                                                                | 9 mg                         |
| Nikotin:                                                                                             | 1 mg                         |
| Kohlenmonoxid:                                                                                       | 10 mg                        |
| Tabakzusatzstoffe:                                                                                   | Wasser                       |
| Stand 2008. Die Angaben gelten für die auf dem deutschen Markt erhältlichen Zigaretten. Quelle:BMELV |                              |

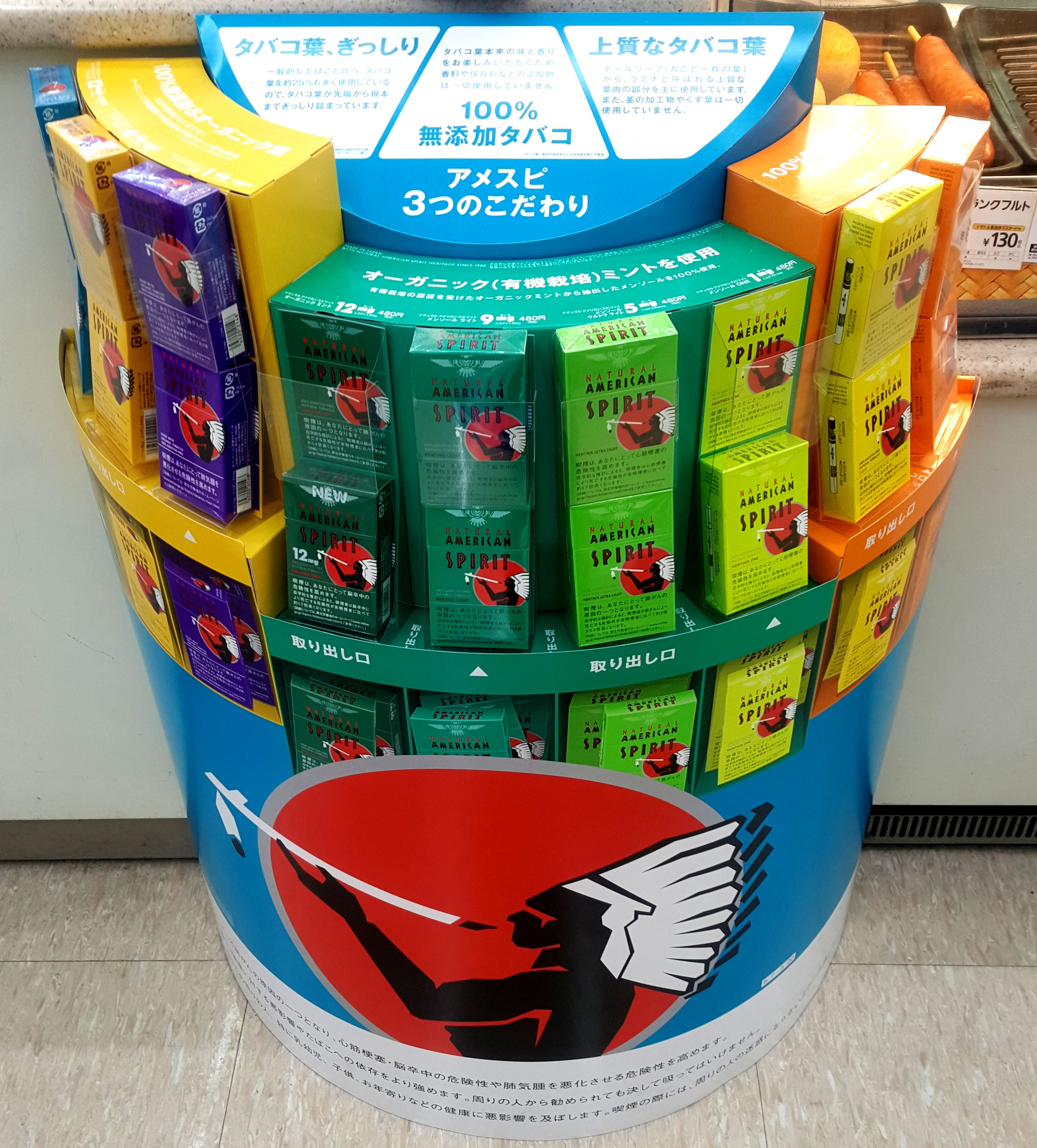
Natural American Spirit in Japan

American Spirit ist eine Zigarettenmarke der Santa Fe Natural Tobacco Company, die 2002 von der R. J. Reynolds Tobacco Company aufgekauft wurde. Sie ist derzeit in den Vereinigten Staaten, Kanada, Frankreich, Spanien, Italien  den Niederlanden, Deutschland, der Schweiz, Japan und Australien sowie im Vereinigten Königreich erhältlich. Im September 2015 verkündete Reynolds American Inc. den Verkauf der Marke Natural American Spirit und der zugehörigen internationalen Vertriebsfirmen außerhalb der USA zum Preis von 5 Mrd. US-Dollar an Japan Tobacco Inc., in Deutschland wird der Tabak von der True Spirit Tobacco Company Deutschland (ehem. Santa Fe Natural Tobacco Company Deutschland) vertrieben.
Die Santa Fe Natural Tobacco Company wurde 1982 in Santa Fe (New Mexico) gegründet, um eine Zigarettensorte auf den Markt zu bringen, deren Tabak frei von Tabakzusatzstoffen (mit Ausnahme von Wasser) sein sollte.
Da manche Kunden irrtümlich annahmen, dass Zigaretten ohne Zusätze weniger schädlich oder suchterzeugend seien, hat die Federal Trade Commission (FTC) der Vereinigten Staaten angeordnet, zusätzlich zu den bestehenden Warnhinweisen den Satz „no additives in our tobacco does NOT mean a safer cigarette“ („keine Zusätze in unseren Zigaretten bedeutet NICHT, dass es sich um eine sicherere Zigarette handelt“) aufzudrucken. Aus demselben Grund wird die EU mit der Tabakrichtlinie TPD2 die Verwendung von Begriffen wie „natürlich“ oder „biologisch“ auf der Verpackung verbieten. Zudem muss bei allen Zigarettenmarken der Satz „Tabakrauch enthält über 70 Stoffe, die erwiesenermaßen krebserregend sind“ auf die Packung gedruckt werden.

## Produkte

### Fertigzigaretten
- American Spirit Blau (Hardpack) (Nikotin: 1,0 mg, Kondensat/Teer: 9 mg, Kohlenmonoxid: 10 mg)
- (nicht mehr erhältlich) American Spirit Grün (Hardpack) (Nikotin: 0,8 mg, Kondensat/Teer: 7 mg, Kohlenmonoxid: 8 mg)
- (nicht mehr erhältlich) American Spirit Gelb (Hardpack) (Nikotin: 0,6 mg, Kondensat/Teer: 5 mg, Kohlenmonoxid: 6 mg)
- (nicht mehr erhältlich) American Spirit Orange (Hardpack) (Nikotin: 0,4 mg, Kondensat/Teer: 3 mg, Kohlenmonoxid: 4 mg)
- American Spirit "American Blend Red" (Hardpack - beige) (Nikotin: 0,9 mg, Kondensat/Teer: 9 mg, Kohlenmonoxid: 8 mg)

American Spirit Blau, Grün, Gelb und Orange enthalten den gleichen Tabak, die Teer- und Nikotinwerte variieren nur durch unterschiedliche Filter, Tabakmengen und Papiere.
"American Blend" enthält eine andere Tabakmischung.
Die Sorte Grün ist 2022 in Deutschland aus dem Programm genommen worden.
- (nicht mehr erhältlich) American Spirit Perique (Schwarz) (Hardpack) (Nikotin: 1,0 mg, Kondensat/Teer: 9 mg, Kohlenmonoxid: 10 mg)

Die Perique-Tabak-Zigaretten bestehen zu 10 % aus ebendiesem, die restlichen 90 % stellt der normale, auch in den anderen Sorten verwendete Tabak dar. Sie wurden in Deutschland aus dem Programm genommen.
- (nicht mehr erhältlich) American Spirit Organic (Dunkelgelb) (Hardpack) (Nikotin: 0,6 mg, Kondensat/Teer: 5 mg, Kohlenmonoxid: 7 mg)
- (nicht mehr erhältlich) American Spirit Organic Burley (Dunkelblau) (Hardpack) (Nikotin: 1,0 mg, Kondensat/Teer: 9 mg, Kohlenmonoxid: 9 mg)

Die Organic-Tabak-Zigaretten enthalten kontrolliert biologisch angebauten Tabak sowie einen biologisch abbaubaren Papierfilter. Sie wurden mittlerweile in Deutschland aus dem Programm genommen.

### Drehtabak
- American Spirit Original Blue (ehem. Original Blend) (35- und 30-g-Tüte)
  - Dünn 5,2 mm – 0,4 g
    - Papier-Typ A, Nikotin: 0,7 mg, Kondensat: 8 mg
    - Papier-Typ B, Nikotin: 1,0 mg, Kondensat: 12 mg

  - Dick 7,2 mm – 0,75 g
    - Papier-Typ A, Nikotin: 1,3 mg, Kondensat: 15 mg
    - Papier-Typ B, Nikotin: 1,6 mg, Kondensat: 19 mg

- American Spirit Master Blend Gold (ehem. Organic Blend) (30-g-Tüte) – komplett biologisch, da ohne Pestizide und künstliche Düngemittel hergestellt
  - Dünn 5,2 mm – 0,4 g
    - Papier-Typ A, Nikotin: 0,8 mg, Kondensat: 9 mg
    - Papier-Typ B, Nikotin: 1,2 mg, Kondensat: 14 mg

  - Dick 7,2 mm – 0,75 g
    - Papier-Typ A, Nikotin: 1,5 mg, Kondensat: 17 mg
    - Papier-Typ B, Nikotin: 1,8 mg, Kondensat: 20 mg

- (nicht mehr erhältlich) American Spirit Perique Blend (30-g-Tüte) - Wie Original Blend nur mit ca. 5 % Perique-Tabak
  - Dünn 5,2 mm – 0,4 g
    - Papier-Typ A, Nikotin: 0,7 mg, Kondensat: 8 mg
    - Papier-Typ B, Nikotin: 1,0 mg, Kondensat: 12 mg

  - Dick 7,2 mm – 0,75 g
    - Papier-Typ A, Nikotin: 1,3 mg, Kondensat: 15 mg
    - Papier-Typ B, Nikotin: 1,6 mg, Kondensat: 19 mg

Der Perique Blend, mit 5 % Perique-Tabak in der Mischung, wurde mittlerweile in Deutschland aus dem Programm genommen.

### Stopftabak
Für den Stopftabak wird der gleiche Tabak verwendet, der auch für die entsprechenden Zigaretten und Drehtabake verwendet wird, jedoch breiter geschnitten, damit er sich besser stopfen lässt.
- American Spirit Original Blend (80-g-Dose)
- (nicht mehr erhältlich) American Spirit Organic Blend (80-g-Dose)

Der Organic Blend-Stopftabak wurde mittlerweile in Deutschland aus dem Programm genommen.

## Zusatzstoffe
Das deutsche Bundesministerium für Ernährung und Landwirtschaft (BMEL) listet in seiner Datenbank diverse chemische Additive (Katalysatoren, Feuchthaltemittel, Abbrandbeeinflusser, Farbstoffe, Lösungsmittel u. a.) auf. Diese Angaben beziehen sich allerdings nicht auf den Tabak, der als Zusatzstoff ausschließlich Wasser aufweist, sondern auf das für die Fertigzigaretten verwendete Zigarettenpapier und Filtermaterial.